# Niente da dichiarare?
Niente da dichiarare? (Rien à déclarer) è un film del 2010 scritto, diretto e interpretato da Dany Boon.

## Trama
Il 1º gennaio 1993 due doganieri, uno belga e l'altro francese, devono occuparsi della chiusura della loro piccola dogana situata tra Courquain in Francia e Koorkin in Belgio.
Ruben Vandevoorde, un francofobo ereditario e ufficiale doganale belga troppo zelante, è costretto a unirsi alla prima squadra mobile franco-belga. Il primo volontario francese per la squadra è Mathias Ducatel, ovvero l'elemento più odiato dallo stesso Vandervoorde. Lo fa perché si è innamorato della sorella di Vandervoorde, Louise, e ha paura di svelare il loro amore a causa dei problemi che causerà all'interno della sua famiglia.
Nel frattempo, nel tentativo di raccogliere fondi per il loro ristorante No Man's Land durante la transizione all'accordo di Schengen, Jacques e Irene vengono assunti da un trafficante di droga di nome Duval per trasmettere informazioni relative ai posti di blocco della squadra mobile. Le informazioni sono però rese inutili poiché il complice di Duval, Tiburce, non riesce a evitare di fare gaffe e finisce in prigione.
Nella loro ricerca del trafficante di droga, Vandevoorde e Ducatel si avvicinano, inizialmente perché il prete dice a Vandevoorde che il suo odio verso i francesi lo porterà dritto all'inferno. Ma presto, Vandevoorde inizia davvero a pensare a Ducatel come a un buon amico fino a quando scopre che questi vede sua sorella in segreto da un anno. A quel punto, estrae la pistola e cerca di sparargli, ma Louise lo ferma, rivendicando il suo amore. 
Alla fine, Duval e i suoi trafficanti di droga vengono arrestati dalla squadra di polizia. Dopo aver brindato tutti insieme al successo della squadra mobile franco-belga, Vandevoorde accetta Ducatel e la sorella come coppia e stempera la sua vena francofoba, che però si riaccende non appena un francese di origine asiatica parcheggia il suo furgoncino in una zona vietata.  

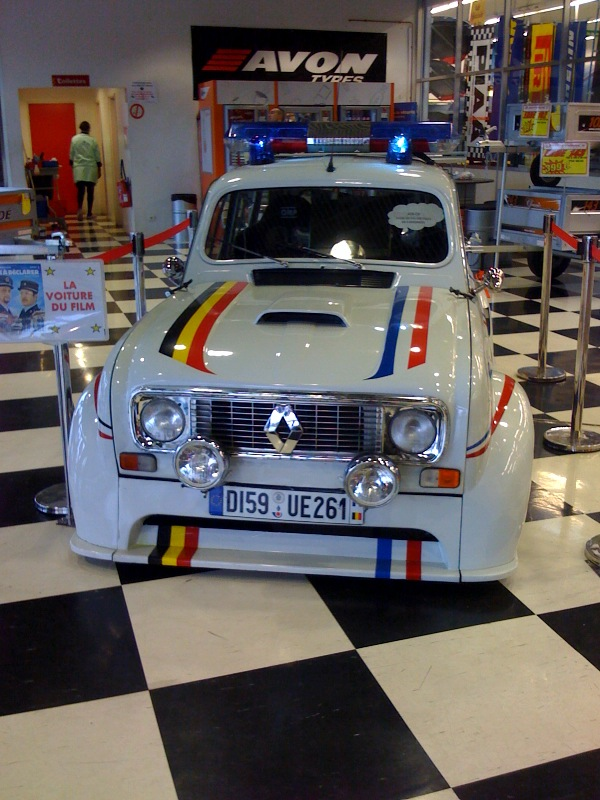
La Renault 4L utilizzata per il film

## Riprese
Il film è stato girato in Francia e Belgio nella dogana tra Macquenoise e Hirson, la Courquain o Koorkin, ed a Onhaye, Dinant, Chimay, Ixelles, Corroy-le-Grand, Seloignes (Momignies), Forges (Chimay), Baisieux, Tournai e Villeneuve-d'Ascq.

## Distribuzione
Il film fu proiettato in anteprima ad Angers il 15 dicembre 2010 e distribuito nelle sale francesi il 26 gennaio 2011. In Italia è invece uscito nelle sale il 23 settembre 2011.